# Santa Magdalena de Pulpis
Santa Magdalena de Pulpis település Spanyolországban, Castellón tartományban. Santa Magdalena de Pulpis Alcalà de Xivert, Cervera del Maestre, Peníscola és La Salzadella községekkel határos. Lakosainak száma 768 fő (2024).

## Népesség
A település népessége az elmúlt években az alábbi módon változott:
| Lakosok száma | 744  | 812  | 836  | 873  | 848  | 830  | 791  | 768  | 755  | 768  |
|               | 2001 | 2004 | 2006 | 2009 | 2011 | 2014 | 2016 | 2019 | 2021 | 2024 |